# Centrale idroelettrica di Crespi d'Adda
La centrale idroelettrica di Crespi d'Adda è un impianto produttivo situato sulla sponda sinistra del fiume Adda, costruita in località Crespi d'Adda nel comune di Capriate San Gervasio per opera dell'imprenditore Cristoforo Benigno Crespi (1833-1920).

## Storia
Nel 1878 veniva fondato il villaggio operaio di Crespi d’Adda con l’obiettivo di fornire abitazioni e servizi ai lavoratori dell’adiacente opificio. A quest'ultimo era necessario garantire forza motrice per azionare le macchine di produzione. A tale scopo si era deciso di sfruttare le acque del vicino fiume Adda per alimentare una centrale idromeccanica che, attraverso una serie di rinvii e funi di canapa, muovesse le pulegge di tutta la fabbrica.
Il 25 gennaio 1876 Cristoforo Crespi presenta istanza al governo per ottenere concessione a derivare acqua dal fiume Adda per una forza di 700 cavalli dinamici, secondo il progetto redatto dall'ing. Luigi Rossi. Quindi si pianifica la derivazione dal fiume con una diga di fronte a Concesa e un canale lungo 1029 metri e largo da 12 a 22.
La diga Poirée viene impostata all’altezza dell’incile del Naviglio Martesana per permettere la derivazione delle acque ad un apposito canale ricavato in sponda orografica sinistra.
Nello stesso periodo si assiste ad un rapidissimo progresso tecnologico nella produzione e nello sfruttamento dell’energia elettrica. Nella vicina città di Milano si incominciano a realizzare i primi esperimenti di illuminazione pubblica e di trazione elettrica e si intuiscono le potenzialità dei motori elettrici per la movimentazione degli organi meccanici degli opifici.
Cristoforo Benigno Crespi, proprietario dello stabilimento di Crespi d’Adda e fondatore del villaggio, comprende rapidamente le grandi potenzialità dell’uso della nuova forma di energia. Agli inizi del 1900 incomincia ad impostare i lavori per la costruzione di una grande centrale idroelettrica (ancora esistente e perfettamente funzionante) situata a Trezzo d’Adda e poi intitolata ad Alessandro Taccani. La sempre maggiore richiesta di energia elettrica spinse nel 1909 Silvio Crespi, figlio del fondatore, a convertire la centrale idromeccanica in una nuova centrale idroelettrica. Il nuovo impianto rimarrà in funzione fino al 2011, anno in cui lo stabilimento cessa la produzione.
Nel 2015 la società Iniziative Bresciane acquisisce la concessione di sfruttamento delle acque e, dopo un pregevole lavoro di restauro architettonico conservativo, rende nuovamente operativa la centrale. In particolare vengono lasciati in opera gli alternatori, gli impianti e la sala quadri originale. È stato poi riportato agli antichi splendori il tetto, gli affreschi ornamentali dell’interno ed il parquet che ricopre il pavimento del piano macchine elettriche. La parte tecnologica dell’impianto è stata invece completamente rinnovata con nuovi gruppi turbine-alternatori e sistemi di controllo digitali comandati in remoto.

## Descrizione dell’impianto
Le acque per il funzionamento della centrale vengono derivate 80 m. a valle del ponte autostradale di Trezzo d’Adda attraverso una diga Poirée ed un canale ricavato in sponda sinistra del fiume (dal lato opposto rispetto all’incile del naviglio Martesana). Dopo 230 metri le acque incontrano un’opera di presa e regolazione superata la quale, dopo 630 m, arrivano alle paratoie della centrale. Questa è collocata “a ponte” sul canale con fronte traverso rispetto al flusso della corrente d’acqua.
Le acque azionano una turbina Kaplan biregolante e una Francis accoppiate ad alternatori che erogano una potenza complessiva di 858 kW. Il controllo e monitoraggio dell’impianto è completamente digitalizzato. È presente un terzo gruppo, non funzionante, basato sulla originaria turbina Francis ed il rispettivo alternatore.
Le acque turbinate vengono restituite al fiume 100 m a valle della centrale. Il canale ha una lunghezza complessiva di 1km.

## Galleria d'immagini

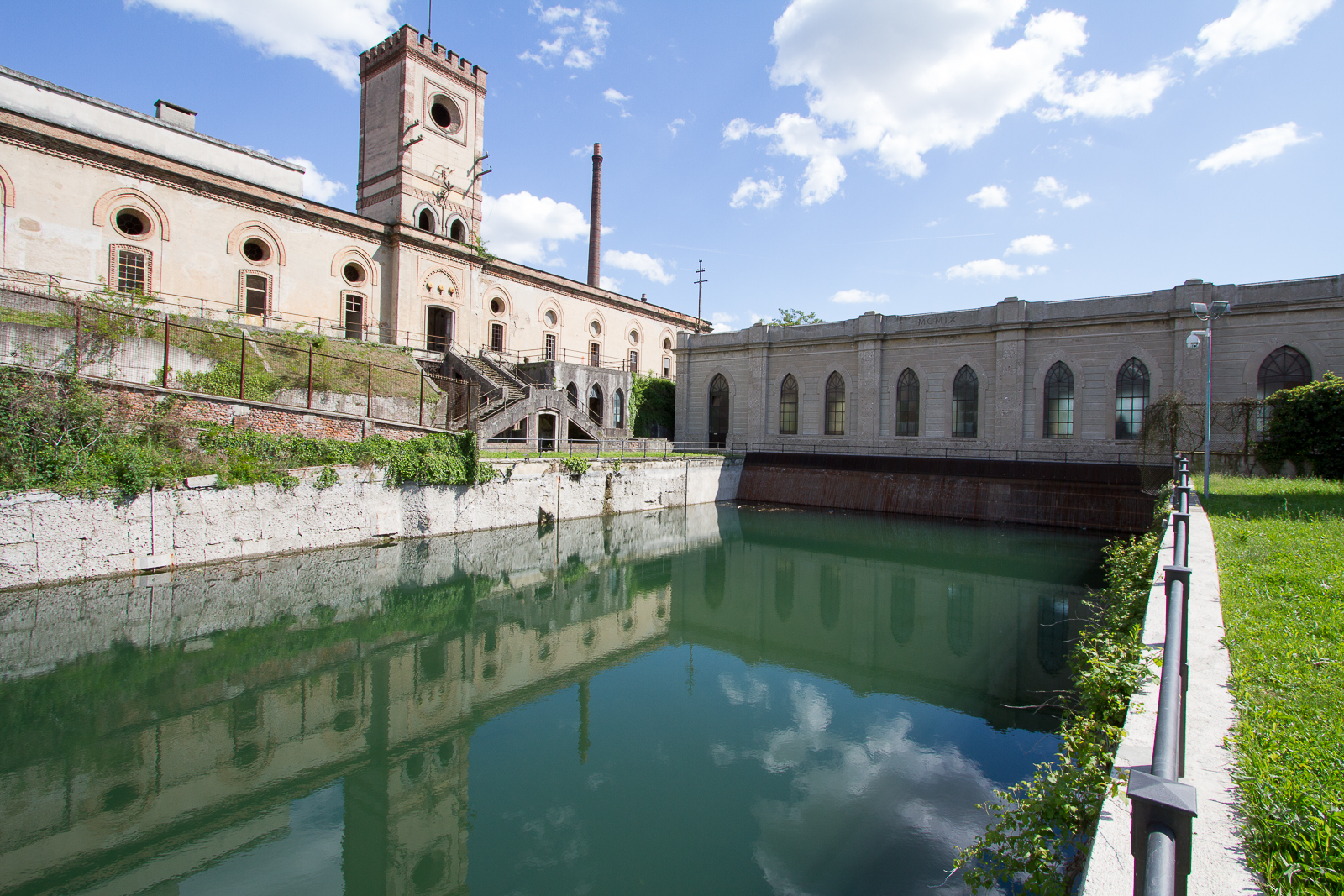
Vista della centrale, lato prese
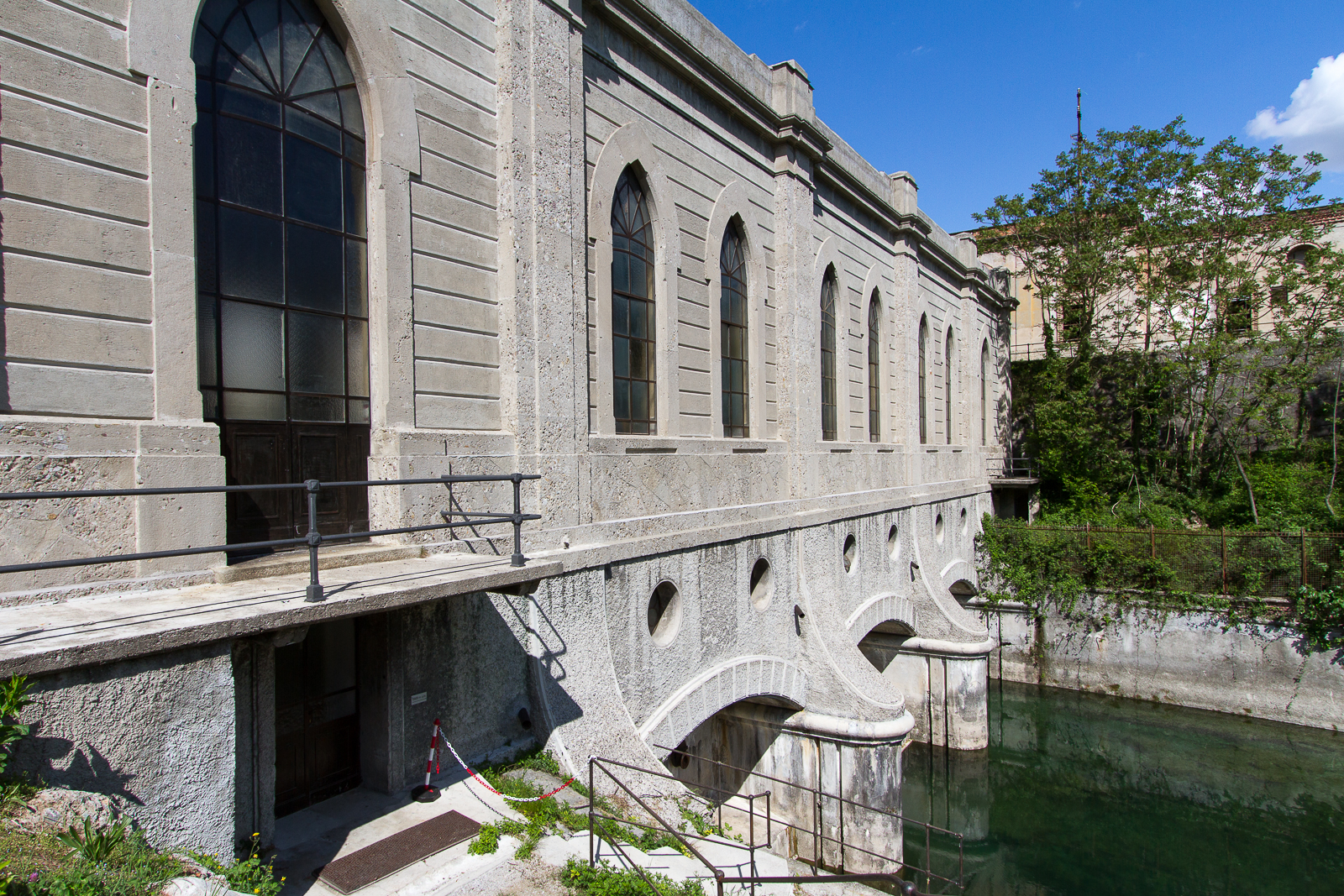
Vista della centrale, lato bocche di restituzione
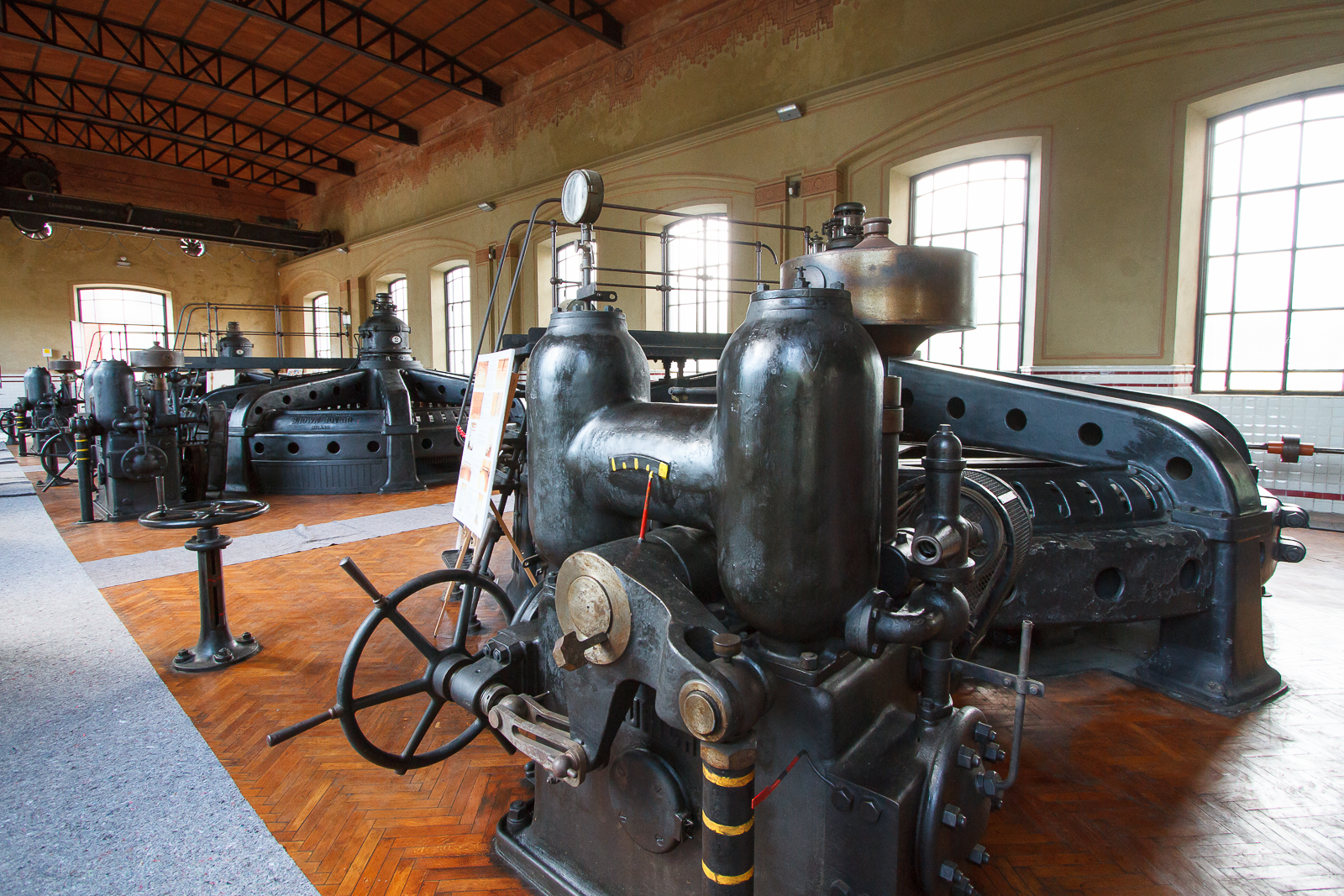
Vista della centrale, sala macchine alternatori
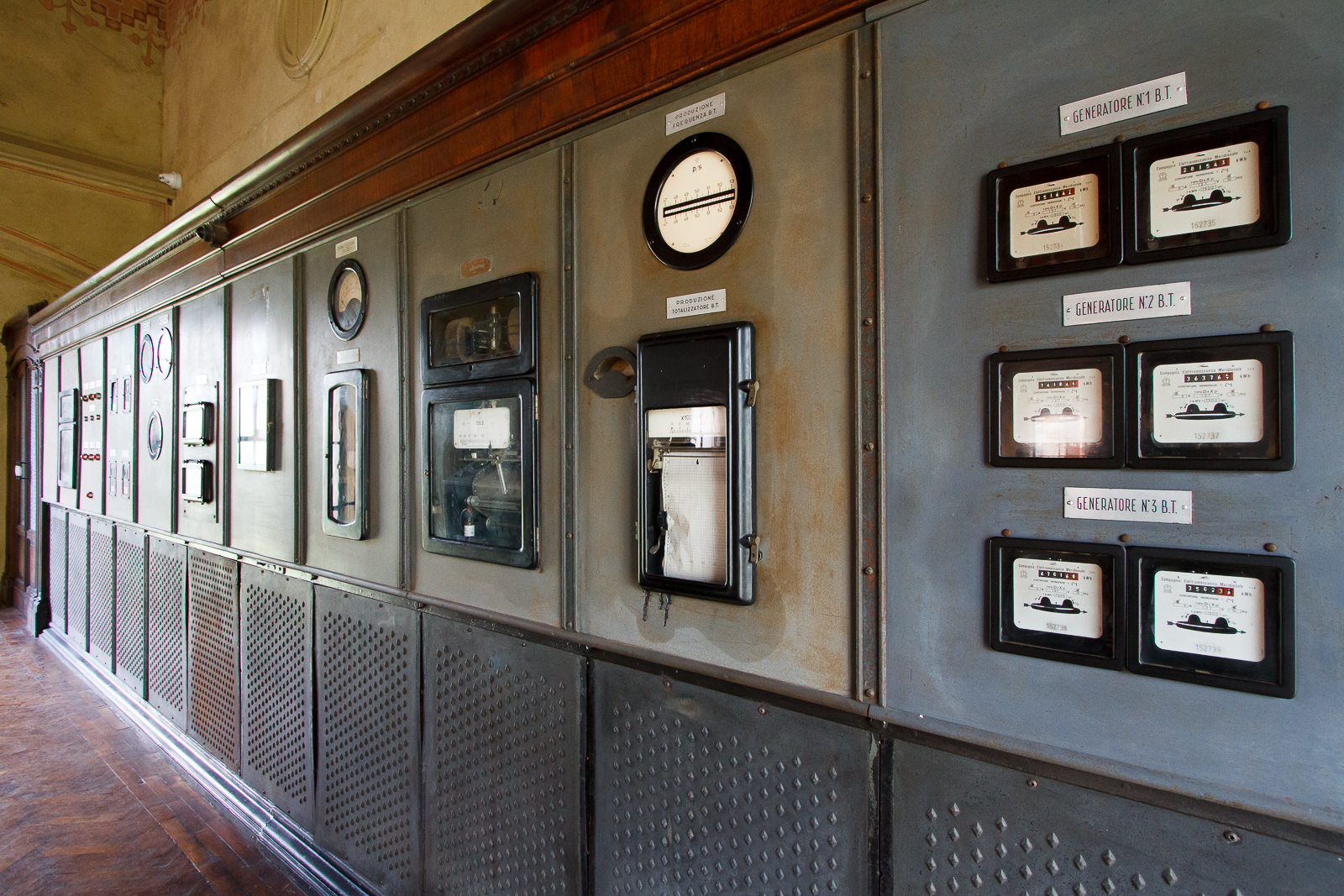
Vista della centrale, quadro comandi
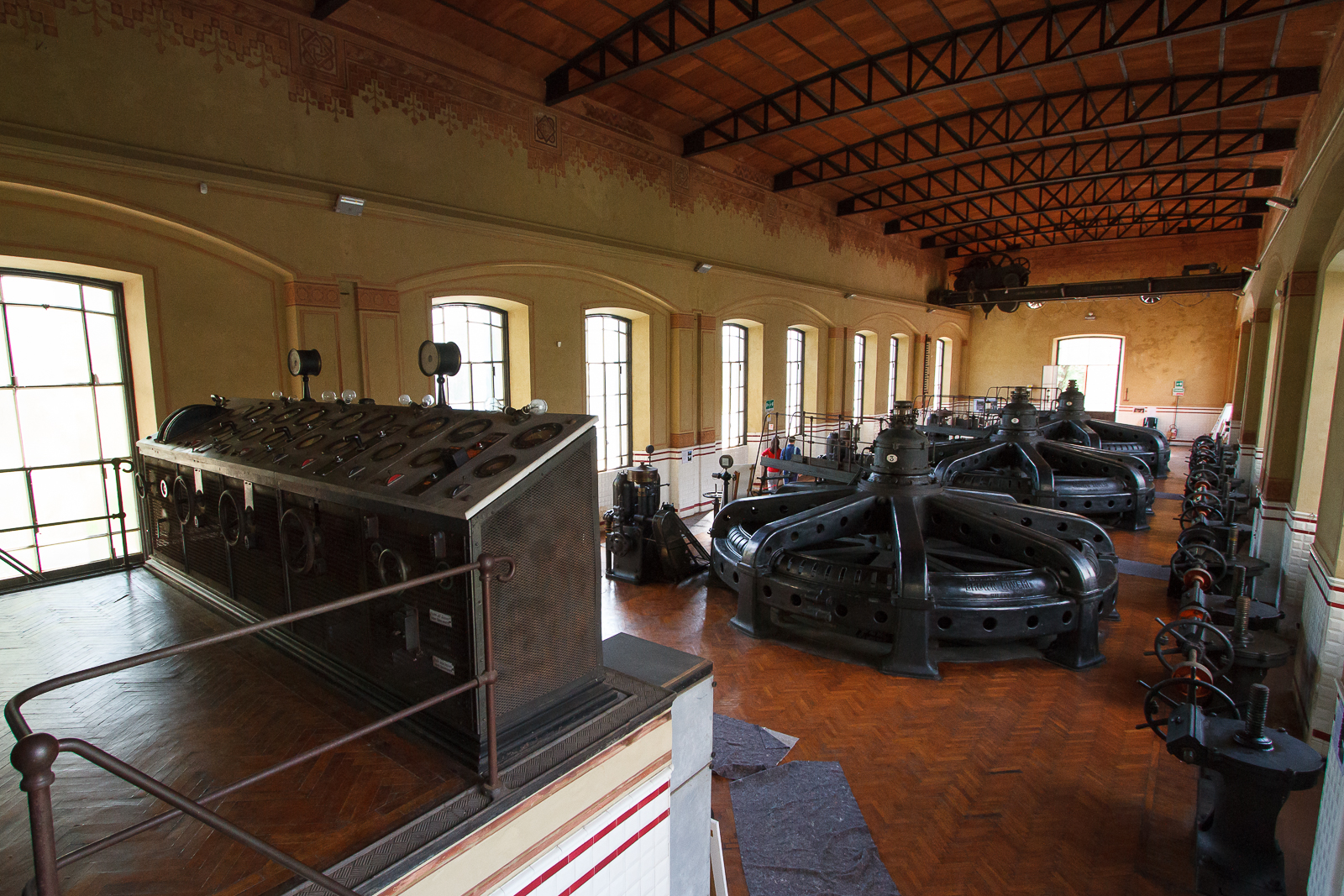
Vista della centrale, quadro comandi e sala alternatori
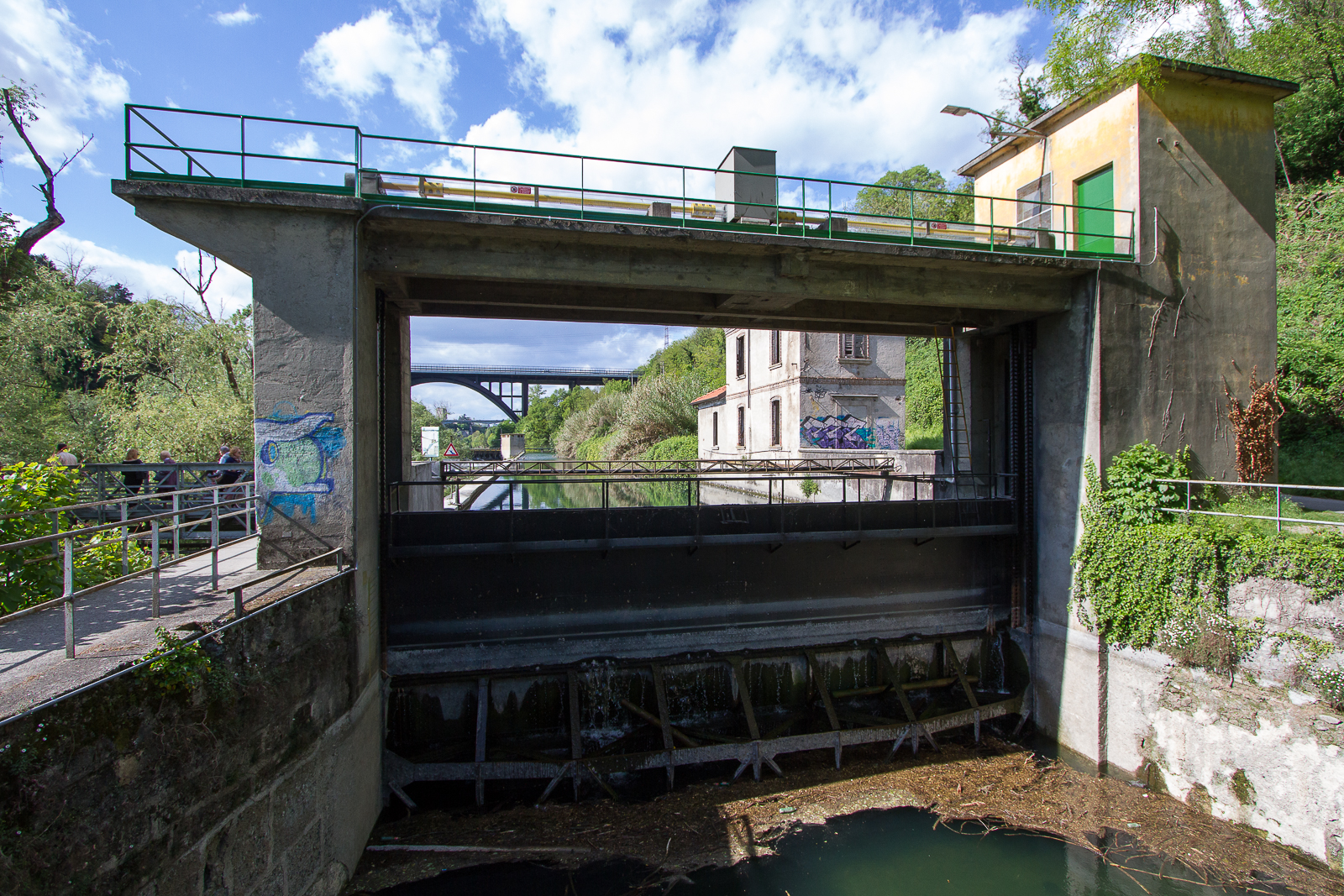
Vista della centrale, opera di presa del canale di adduzione
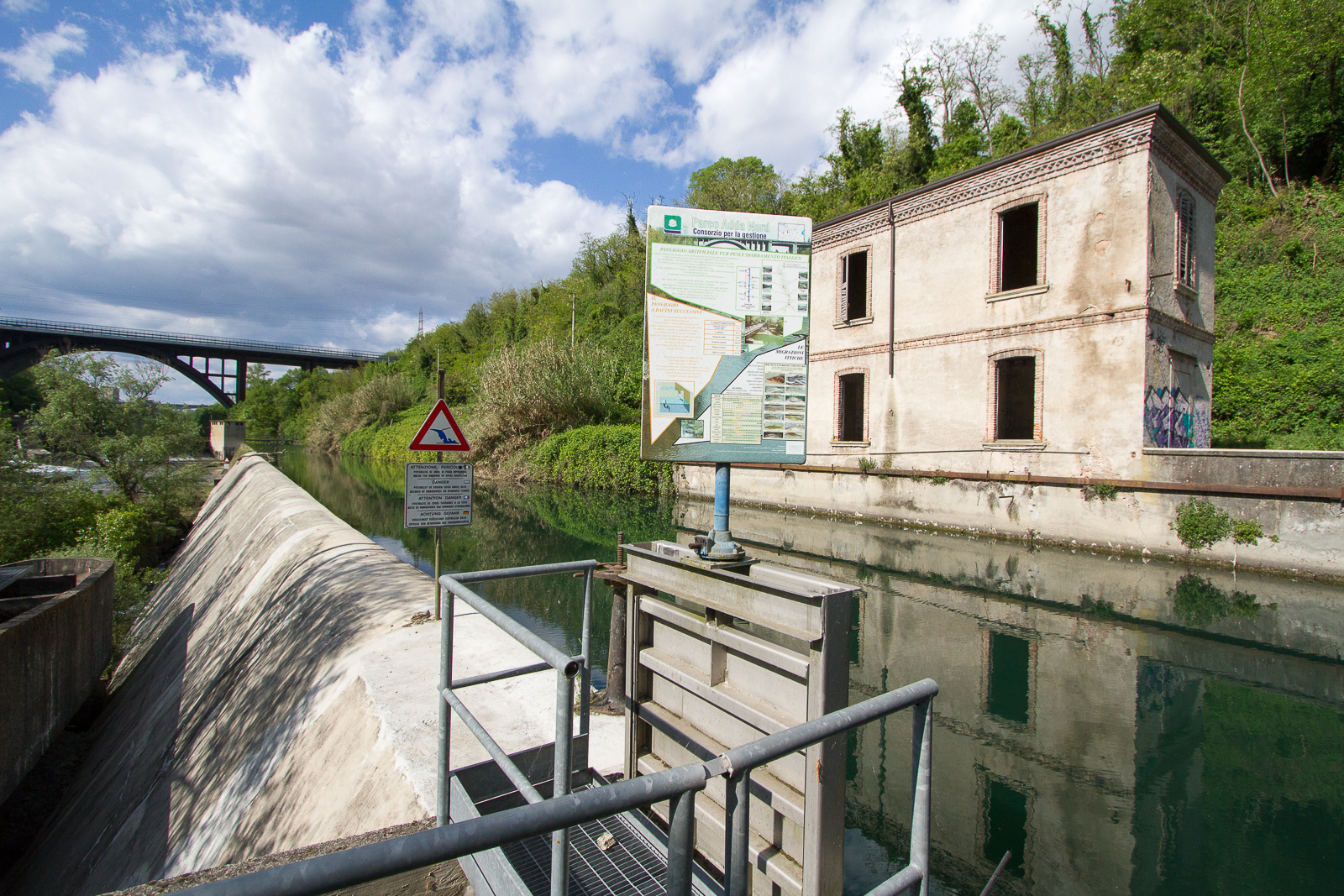
Vista della centrale, canale di adduzione con sfioratore